# Волконский, Николай Алексеевич
Князь Николай Алексеевич Волконский (19 ноября 1757 — 24 сентября 1834) — русский военачальник, генерал-лейтенант.

## Биография
Из рода князей Волконских. Сын богатого землевладельца генерал-майора Алексея Никитича Волконского (1720-е — 1781) и его жены, Маргариты Родионовны, урождённой Кошелевой (ум. 1790).
В 1791 году был пожалован Золотой шпагой за храбрость.
По состоянию на 1796 год генерал-майор. С 3 декабря 1796 по 26 января 1800 являлся шефом Невского мушкетёрского полка. В 1798 году был произведён в генерал-лейтенанты. В 1808 году был награждён орденом Святой Анны 1-й степени.
Был женат на Феодосии Петровне, урождённой Нащокиной (12 июня 1761 — 14 декабря 1824), сестре тайного советника Александра Нащокина.
Скончался бездетным.

## Награды
- Золотое оружие «За храбрость» (1791).
- Орден Святой Анны 1 степени (9 июня 1808 года)[5].